# Капитан (ВМФ Великобритании)
Капитан (англ. Captain) — военно-морское звание старшего офицерского состава Королевского ВМФ Великобритании. Соответствует званию «Полковник» в Британской Армии и Королевской морской пехоте; и званию «Капитан группы» в Королевских ВВС. По применяемой в НАТО кодировке — OF-5.

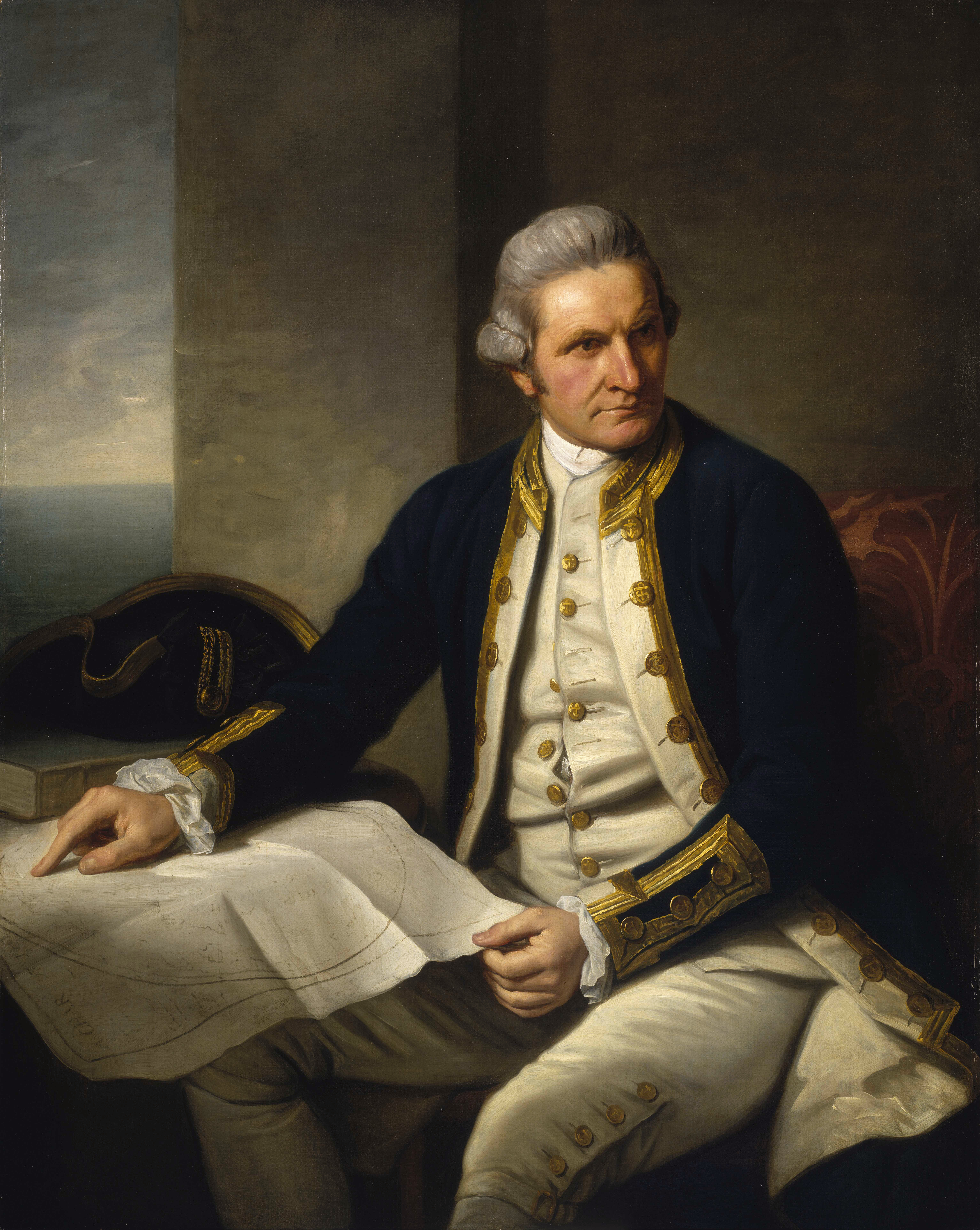
Портрет известного мореплавателя капитана Джеймса Кука

Звание капитана выше звания коммандера и ниже коммодора. В советском/российском ВМФ соответствует званию капитан 1-го ранга. Аналогичное звание капитана в военно-морских силах США имеет код О-6.

## Терминология

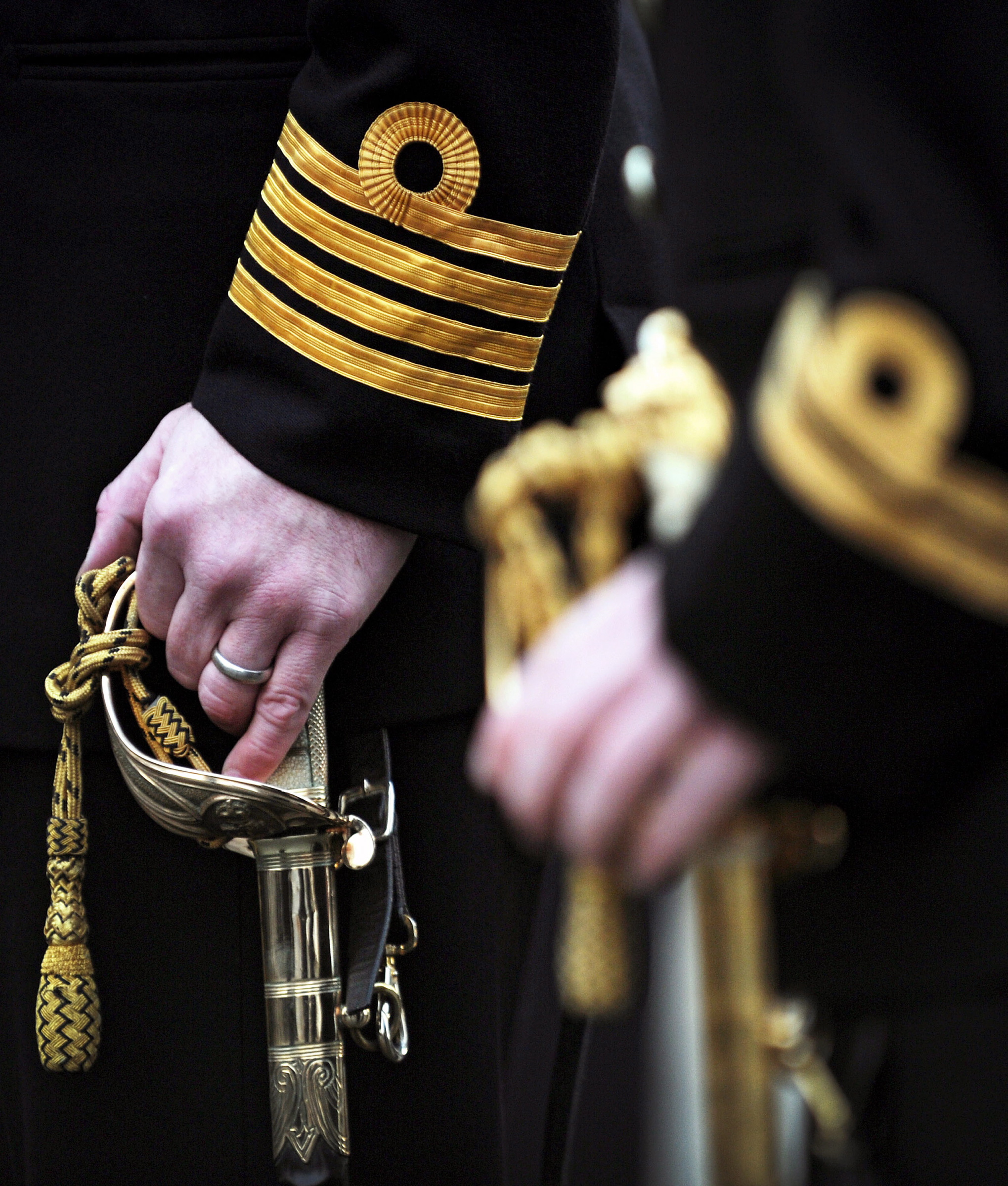
Нарукавные знаки различия (нашивки) капитана — четыре полосы.

По сложившейся многовековой традиции во флоте Великобритании командира военного корабля (англ. Commanding officer, или сокращённо англ. CO) в звании коммандер и ниже (лейтенант-коммандер, лейтенант, младший лейтенант) неформально звали «капитан». По этой же традиции капитана по званию звали пост-капитан, так, например, называется новелла Патрика О’Брайана — Пост-капитан (новелла) (на русском языке переводы озаглавлены «Капитан первого ранга»). На сегодняшний день эта традиция устарела, во флоте Великобритании ей больше не следуют.
Из этих же соображений капитана по званию было принято называть «капитан + имя», например «Капитан Смит», чтобы отличать от командира корабля, неформально называемого капитаном. Назвать капитана по званию просто капитаном (без имени) считалось слегка оскорбительным и унизительным.
На берегу капитана обычно называют Капитан RN, чтобы различать с гораздо более низким званием капитана сухопутных сил. Также используется название «четырёх-полосный капитан» (англ. Four Ring Captain), имея в виду четыре полосы на нашивке капитана по званию.

## Знаки отличия

Знаки отличия капитана — четыре полосы.

Знаки отличия капитана — четыре полосы золотым шитьём с петлёй на верхней полосе. Парадная форма капитана по званию (и выше) включает в себя обтягивающие брюки с золотыми продольными полосками лампасами (на сленге именуемые «громоотводами»).